# فانك (فيرجينيا الغربية)
فانك (بالإنجليزية: Vance, West Virginia)‏ هي منطقة سكنية تقع في الولايات المتحدة في Hampshire County.